# Karaborosso
Karaborosso est une commune rurale située dans le département de Niangoloko de la province de Comoé dans la région des Cascades au Burkina Faso.

## Géographie
La commune est traversée par la route nationale 7 et constitue le dernier village avant la frontière avec la Côte d'Ivoire.